# بيل كيسي
بيل كيسي هو سياسي كندي، ولد في 19 فبراير 1945 في أمهرست في كندا.

## مناصب
- في 1997 Canadian federal election [الإنجليزية]‏، انتخب عضو مجلس العموم الكندي عن دائرة Cumberland—Colchester [الإنجليزية]‏ وقد انضم خلال فترته النيابية [الإنجليزية]‏ (2 يونيو 1997 – ) للكتلة البرلمانية الحزب الكندي التقدمي المحافظ.
- في 2000 Canadian federal election [الإنجليزية]‏، انتخب عضو مجلس العموم الكندي عن دائرة Cumberland—Colchester [الإنجليزية]‏ وقد انضم خلال فترته النيابية [الإنجليزية]‏ ( – 1 فبراير 2004) للكتلة البرلمانية الحزب الكندي التقدمي المحافظ.
- انتخب عضو مجلس العموم الكندي عن دائرة Cumberland—Colchester [الإنجليزية]‏ وقد انضم خلال فترته النيابية [الإنجليزية]‏ (2 فبراير 2004 – 27 يونيو 2004) للكتلة البرلمانية حزب المحافظين الكندي.
- في الانتخابات الاتحادية الكندية 2008 [الإنجليزية]‏، انتخب عضو مجلس العموم الكندي عن دائرة Cumberland—Colchester [الإنجليزية]‏ وقد انضم خلال فترته النيابية [الإنجليزية]‏ (14 أكتوبر 2008 – 30 أبريل 2009) للكتلة البرلمانية مستقل.
- انتخب عضو مجلس العموم الكندي عن دائرة Cumberland—Colchester [الإنجليزية]‏ وقد انضم خلال فترته النيابية [الإنجليزية]‏ (6 يونيو 2007 – 13 أكتوبر 2008) للكتلة البرلمانية مستقل.
- في الانتخابات الاتحادية الكندية 2006 [الإنجليزية]‏، انتخب عضو مجلس العموم الكندي عن دائرة Cumberland—Colchester [الإنجليزية]‏ وقد انضم خلال فترته النيابية [الإنجليزية]‏ (23 يناير 2006 – 5 يونيو 2007) للكتلة البرلمانية حزب المحافظين الكندي.
- في 2004 Canadian federal election [الإنجليزية]‏، انتخب عضو مجلس العموم الكندي عن دائرة Cumberland—Colchester [الإنجليزية]‏ وقد انضم خلال فترته النيابية [الإنجليزية]‏ (28 يونيو 2004 – 22 يناير 2006) للكتلة البرلمانية حزب المحافظين الكندي.
- في الانتخابات الفيدرالية الكندية 2015، انتخب عضو مجلس العموم الكندي عن دائرة Cumberland—Colchester [الإنجليزية]‏ وقد انضم خلال فترته النيابية [الإنجليزية]‏ (19 أكتوبر 2015 – ) للكتلة البرلمانية الحزب الليبرالي الكندي.